# Karel Emanuel I van Savoye
Karel I Emanuel van Savoye bijgenaamd de Grote (Rivoli, 12 januari 1562 – Savigliano, 26 juli 1630) was van 1580 tot aan zijn dood hertog van Savoye. Wegens zijn onbezonnenheid en militaire agressie kreeg hij als bijnaam ook het Heethoofd. Hij behoorde tot het huis Savoye.

## Levensloop
Karel I Emanuel werd geboren in het kasteel van Rivoli in Piëmont als het enige kind van hertog Emanuel Filibert van Savoye en diens echtgenote Margaretha van Frankrijk, de hertogin van Berry en de dochter van koning Frans I van Frankrijk. Op 30 augustus 1580 volgde hij zijn vader op als hertog van Savoye.
Karel Emanuel was goed opgeleid en intelligent en sprak vier talen: Italiaans, Frans, Spaans en Latijn. Hij bewees zich als een bekwame krijgsheer, hoewel hij slechts klein van gestalte was en aan kyfose leed. Karel Emanuel, die beschouwd werd als een ambitieuze en betrouwbare man, voerde een expansiepolitiek en wilde Savoye uitbreiden tot een koninkrijk. In de herfst van 1588 maakte hij gebruik van de Franse Hugenotenoorlogen om het markgraafschap Saluzzo te veroveren, een Frans protectoraat. Na het einde van de Hugenotenoorlogen in 1598 eiste koning Hendrik IV van Frankrijk de teruggave van Saluzzo, maar Karel Emanuel I weigerde en er brak oorlog uit. Bij de Vrede van Vervins dat op 2 mei 1598 een grensconflict tussen Frankrijk en Spanje beëindigde, werd er echter geen akkoord gevonden over wat er met Saluzzo moest gebeuren. Nadat Karel Emanuel I gesprekken begon met Spanje, dreigde Hendrik IV om de oorlog tegen Savoye verder te zetten. Op 17 januari 1601 werd het Verdrag van Lyon gesloten, waarbij Saluzzo officieel naar Savoye ging in ruil voor de Bresse en enkele andere gebieden over de Alpen. Door dit verdrag bevonden er zich vanaf dan geen protestanten meer in zijn hertogdom.
In 1602 viel hij de stad Genève aan. Op 11 december van dat jaar leidde Karel Emanuel 's nachts de troepen naar de stad en om twee uur in de ochtend werd Genève omsingeld. De kurassiers moesten als stoottactiek de stadswallen afwisselend beklimmen en afdalen. De Geneefse nachtwacht kon echter alarm slaan en er doken milities op om de invasietroepen te bevechten. Dit was een desastreuse mislukking voor Savoye: 54 soldaten sneuvelden en veel meer soldaten werd gevangengenomen. Het leger van Karel Emanuel trok zich in paniek terug en de Savoyaardse gevangenen werd geëxecuteerd.
De zware helmen die de troepen van Karel Emanuel droegen, hadden vizieren die een gestileerde imitatie waren van het menselijk gezicht en werden vanaf de catastrofe in Genève Savoyaardse helmen genoemd. Een aantal van deze kurassen werden door de Zwitsers in beslag genomen en als trofee bewaard.
Met het verdrag van Bruzolo dat op 10 april 1610 werd gesloten, sloot Karel Emanuel een alliantie met Frankrijk tegen Spanje. De moord op koning Hendrik IV van Frankrijk later dat jaar veranderde de situatie echter, omdat het verdrag niet werd aanvaard door Hendriks weduwe Maria de' Medici, de regentes van de nieuwe minderjarige Franse koning Lodewijk XIII. Niettemin kreeg Karel Emanuel in januari 1617 de Franse steun om de stad Alba van de Spanjaarden te bevrijden, omdat de Lodewijk XIII de alliantie van zijn vader met Savoye inmiddels had goedgekeurd. Een zus van Lodewijk XIII, Christina, huwde in 1619 met Karel Emanuels zoon Victor Amadeus I.
Bij de eerste Genua-Savoye-oorlog van 1625 probeerde Karel Emanuel met Franse hulp Savoye uit te breiden tot aan de Middellandse Zee door gebieden van de Republiek Genua te veroveren. Na een Spaanse interventie werd in het verdrag van Monçon beslist om de status-quo te behouden.
Toen de Fransen tijdens de Mantuaanse Successieoorlog Casale Monferrato veroverden, allieerde Karel Emanuel zich echter met Spanje. Nadat de Kardinaal de Richelieu, de feitelijke Franse machtshebber, Piëmont binnenviel en Susa veroverde, herstelde Karel Emanuel de alliantie met Frankrijk. Toen koning Filips IV van Spanje twee invasielegers vanuit Genua en Como stuurde, verklaarde Karel Emanuel I zich dan weer neutraal. In 1630 stuurde Richelieu een Frans leger naar Savoye om Karel Emanuel te dwingen zich aan het bondgenootschap te houden. De Franse troepen veroverden Pinerolo en Avigliana en het Savoyaardse leger onder leiding van zijn zoon Victor Amadeus werd verslagen in Neder-Valsusa. 
Karel Emanuel was een van de meest begeerde kandidaten voor de kroon van een gerestaureerd Servisch koninkrijk. In 1608 werd hij officieel verkozen tot koning van Servië en kreeg hij de uitnodiging om zich tot de Oosters-orthodoxe kerk te bekeren, maar hij had niet de financiële middelen om de Servische kroon op te nemen en de Servische staat zoals die in de 15e eeuw bestaan had te restaureren.
In juli 1630 stierf Karel I Emanuel onverwacht op 67-jarige leeftijd aan de gevolgen van een beroerte. Zijn zoon Victor Amadeus I volgde hem op.

## Huwelijken en nakomelingen
Op 11 maart 1585 huwde hij met zijn nicht Catharina Michaella van Spanje (1567-1597), dochter van koning Filips II van Spanje en Elisabeth van Frankrijk. Ze kregen tien kinderen:
- Filips Emanuel (1586-1604), prins van Piëmont
- Victor Amadeus I (1587-1637), hertog van Savoye
- Emanuel Filibert (1588-1624), Spaans onderkoning van Sicilië
- Margaretha (1589-1655), huwde in 1608 met hertog Francesco IV Gonzaga van Mantua
- Isabella (1591-1626), huwde in 1608 met hertog Alfonso III d'Este van Modena
- Maurits (1593-1657), kardinaal
- Maria Apollonia (1594-1656), kloosterzuster in Rome
- Francisca Catharina (1595-1640), kloosterzuster in Biella
- Thomas Frans (1596-1656), vorst van Carignano
- Giovanna (1597-1597)

Op 28 november 1629 huwde hij in het geheim met zijn langdurige en officiële maîtresse, Marguerite de Rossillon (1599-1640-, de markiezin van Riva di Chieri. Ze kregen vier kinderen, die na hun huwelijk gelegitimeerd werden zonder erfrechten:
- Maurizio (overleden in 1645), markies di Piorini en cavaleriekolonel
- Margaretha (overleden in 1659), signora van Dronero, Roccabruna en San Giuliano, huwde met Filippo Francesco d'Este, markies van San Martino in Rio
- Gabriele (overleden in 1695), markies di Riva en luitenant-generaal van de cavalerie
- Antonio (overleden in 1688), abt van San Michele della Chiusa (1642), Santa Maria d’Aulps (1645), Altacomba (1653), San Benigno di Fruttuaria (1660) en Casanuova (1687) en luitenant-generaal van het graafschap Nice (1672)

Ook had hij een aantal buitenechtelijke kinderen.

## Kwartierstaat (voorouders)
| Filips II van Savoye (1438-1497) | Filips II van Savoye (1438-1497) | Filips II van Savoye (1438-1497) | Filips II van Savoye (1438-1497) | Filips II van Savoye (1438-1497) | Filips II van Savoye (1438-1497) | Claudia van Brosse (1450-1513)   | Claudia van Brosse (1450-1513)   | Claudia van Brosse (1450-1513)   | Claudia van Brosse (1450-1513)   | Claudia van Brosse (1450-1513)          | Claudia van Brosse (1450-1513)          |                                         |                                         | Emanuel I van Portugal (1469-1521)      | Emanuel I van Portugal (1469-1521)      | Emanuel I van Portugal (1469-1521) | Emanuel I van Portugal (1469-1521) | Emanuel I van Portugal (1469-1521) | Emanuel I van Portugal (1469-1521) | Maria van Aragon (1482-1517)     | Maria van Aragon (1482-1517)     | Maria van Aragon (1482-1517) | Maria van Aragon (1482-1517) | Maria van Aragon (1482-1517)           | Maria van Aragon (1482-1517) |  |  | Karel van Angoulême (1459-1496) | Karel van Angoulême (1459-1496) | Karel van Angoulême (1459-1496) | Karel van Angoulême (1459-1496) | Karel van Angoulême (1459-1496)   | Karel van Angoulême (1459-1496)   | Louise van Savoye (1476-1531)     | Louise van Savoye (1476-1531)     | Louise van Savoye (1476-1531)     | Louise van Savoye (1476-1531)     | Louise van Savoye (1476-1531)     | Louise van Savoye (1476-1531)     |                                   |                                   | Lodewijk XII van Frankrijk (1462–1515) | Lodewijk XII van Frankrijk (1462–1515) | Lodewijk XII van Frankrijk (1462–1515) | Lodewijk XII van Frankrijk (1462–1515) | Lodewijk XII van Frankrijk (1462–1515) | Lodewijk XII van Frankrijk (1462–1515) | Anna van Bretagne (1462–1515)    | Anna van Bretagne (1462–1515)    | Anna van Bretagne (1462–1515) | Anna van Bretagne (1462–1515) | Anna van Bretagne (1462–1515) | Anna van Bretagne (1462–1515) |  |  |  |  |  |  |  |  |  |  |  |  |  |  |  |  |  |  |  |  |  |  |  |  |  |  |  |  |  |  |  |  |  |  |  |  |  |  |  |  |  |  |  |  |  |  |  |  |
| Filips II van Savoye (1438-1497) | Filips II van Savoye (1438-1497) | Filips II van Savoye (1438-1497) | Filips II van Savoye (1438-1497) | Filips II van Savoye (1438-1497) | Filips II van Savoye (1438-1497) | Claudia van Brosse (1450-1513)   | Claudia van Brosse (1450-1513)   | Claudia van Brosse (1450-1513)   | Claudia van Brosse (1450-1513)   | Claudia van Brosse (1450-1513)          | Claudia van Brosse (1450-1513)          |                                         |                                         | Emanuel I van Portugal (1469-1521)      | Emanuel I van Portugal (1469-1521)      | Emanuel I van Portugal (1469-1521) | Emanuel I van Portugal (1469-1521) | Emanuel I van Portugal (1469-1521) | Emanuel I van Portugal (1469-1521) | Maria van Aragon (1482-1517)     | Maria van Aragon (1482-1517)     | Maria van Aragon (1482-1517) | Maria van Aragon (1482-1517) | Maria van Aragon (1482-1517)           | Maria van Aragon (1482-1517) |  |  | Karel van Angoulême (1459-1496) | Karel van Angoulême (1459-1496) | Karel van Angoulême (1459-1496) | Karel van Angoulême (1459-1496) | Karel van Angoulême (1459-1496)   | Karel van Angoulême (1459-1496)   | Louise van Savoye (1476-1531)     | Louise van Savoye (1476-1531)     | Louise van Savoye (1476-1531)     | Louise van Savoye (1476-1531)     | Louise van Savoye (1476-1531)     | Louise van Savoye (1476-1531)     |                                   |                                   | Lodewijk XII van Frankrijk (1462–1515) | Lodewijk XII van Frankrijk (1462–1515) | Lodewijk XII van Frankrijk (1462–1515) | Lodewijk XII van Frankrijk (1462–1515) | Lodewijk XII van Frankrijk (1462–1515) | Lodewijk XII van Frankrijk (1462–1515) | Anna van Bretagne (1462–1515)    | Anna van Bretagne (1462–1515)    | Anna van Bretagne (1462–1515) | Anna van Bretagne (1462–1515) | Anna van Bretagne (1462–1515) | Anna van Bretagne (1462–1515) |  |  |  |  |  |  |  |  |  |  |  |  |  |  |  |  |  |  |  |  |  |  |  |  |  |  |  |  |  |  |  |  |  |  |  |  |  |  |  |  |  |  |  |  |  |  |  |  |
|                                  |                                  |                                  |                                  |                                  |                                  |                                  |                                  |                                  |                                  |                                         |                                         |                                         |                                         |                                         |                                         |                                    |                                    |                                    |                                    |                                  |                                  |                              |                              |                                        |                              |  |  |                                 |                                 |                                 |                                 |                                   |                                   |                                   |                                   |                                   |                                   |                                   |                                   |                                   |                                   |                                        |                                        |                                        |                                        |                                        |                                        |                                  |                                  |                               |                               |                               |                               |  |  |  |  |  |  |  |  |  |  |  |  |  |  |  |  |  |  |  |  |  |  |  |  |  |  |  |  |  |  |  |  |  |  |  |  |  |  |  |  |  |  |  |  |  |  |  |  |
|                                  |                                  |                                  |                                  | Karel III van Savoye (1486-1553) | Karel III van Savoye (1486-1553) | Karel III van Savoye (1486-1553) | Karel III van Savoye (1486-1553) | Karel III van Savoye (1486-1553) | Karel III van Savoye (1486-1553) |                                         |                                         |                                         |                                         |                                         |                                         | Beatrix van Portugal (1504-1538)   | Beatrix van Portugal (1504-1538)   | Beatrix van Portugal (1504-1538)   | Beatrix van Portugal (1504-1538)   | Beatrix van Portugal (1504-1538) | Beatrix van Portugal (1504-1538) |                              |                              |                                        |                              |  |  |                                 |                                 |                                 |                                 | Frans I van Frankrijk (1494-1547) | Frans I van Frankrijk (1494-1547) | Frans I van Frankrijk (1494-1547) | Frans I van Frankrijk (1494-1547) | Frans I van Frankrijk (1494-1547) | Frans I van Frankrijk (1494-1547) |                                   |                                   |                                   |                                   |                                        |                                        | Claude van Frankrijk (1499-1524)       | Claude van Frankrijk (1499-1524)       | Claude van Frankrijk (1499-1524)       | Claude van Frankrijk (1499-1524)       | Claude van Frankrijk (1499-1524) | Claude van Frankrijk (1499-1524) |                               |                               |                               |                               |  |  |  |  |  |  |  |  |  |  |  |  |  |  |  |  |  |  |  |  |  |  |  |  |  |  |  |  |  |  |  |  |  |  |  |  |  |  |  |  |  |  |  |  |  |  |  |  |
|                                  |                                  |                                  |                                  | Karel III van Savoye (1486-1553) | Karel III van Savoye (1486-1553) | Karel III van Savoye (1486-1553) | Karel III van Savoye (1486-1553) | Karel III van Savoye (1486-1553) | Karel III van Savoye (1486-1553) |                                         |                                         |                                         |                                         |                                         |                                         | Beatrix van Portugal (1504-1538)   | Beatrix van Portugal (1504-1538)   | Beatrix van Portugal (1504-1538)   | Beatrix van Portugal (1504-1538)   | Beatrix van Portugal (1504-1538) | Beatrix van Portugal (1504-1538) |                              |                              |                                        |                              |  |  |                                 |                                 |                                 |                                 | Frans I van Frankrijk (1494-1547) | Frans I van Frankrijk (1494-1547) | Frans I van Frankrijk (1494-1547) | Frans I van Frankrijk (1494-1547) | Frans I van Frankrijk (1494-1547) | Frans I van Frankrijk (1494-1547) |                                   |                                   |                                   |                                   |                                        |                                        | Claude van Frankrijk (1499-1524)       | Claude van Frankrijk (1499-1524)       | Claude van Frankrijk (1499-1524)       | Claude van Frankrijk (1499-1524)       | Claude van Frankrijk (1499-1524) | Claude van Frankrijk (1499-1524) |                               |                               |                               |                               |  |  |  |  |  |  |  |  |  |  |  |  |  |  |  |  |  |  |  |  |  |  |  |  |  |  |  |  |  |  |  |  |  |  |  |  |  |  |  |  |  |  |  |  |  |  |  |  |
|                                  |                                  |                                  |                                  |                                  |                                  |                                  |                                  |                                  |                                  | Emanuel Filibert van Savoye (1528-1580) | Emanuel Filibert van Savoye (1528-1580) | Emanuel Filibert van Savoye (1528-1580) | Emanuel Filibert van Savoye (1528-1580) | Emanuel Filibert van Savoye (1528-1580) | Emanuel Filibert van Savoye (1528-1580) |                                    |                                    |                                    |                                    |                                  |                                  |                              |                              |                                        |                              |  |  |                                 |                                 |                                 |                                 |                                   |                                   |                                   |                                   |                                   |                                   | Margaretha van Valois (1523-1574) | Margaretha van Valois (1523-1574) | Margaretha van Valois (1523-1574) | Margaretha van Valois (1523-1574) | Margaretha van Valois (1523-1574)      | Margaretha van Valois (1523-1574)      |                                        |                                        |                                        |                                        |                                  |                                  |                               |                               |                               |                               |  |  |  |  |  |  |  |  |  |  |  |  |  |  |  |  |  |  |  |  |  |  |  |  |  |  |  |  |  |  |  |  |  |  |  |  |  |  |  |  |  |  |  |  |  |  |  |  |
|                                  |                                  |                                  |                                  |                                  |                                  |                                  |                                  |                                  |                                  | Emanuel Filibert van Savoye (1528-1580) | Emanuel Filibert van Savoye (1528-1580) | Emanuel Filibert van Savoye (1528-1580) | Emanuel Filibert van Savoye (1528-1580) | Emanuel Filibert van Savoye (1528-1580) | Emanuel Filibert van Savoye (1528-1580) |                                    |                                    |                                    |                                    |                                  |                                  |                              |                              |                                        |                              |  |  |                                 |                                 |                                 |                                 |                                   |                                   |                                   |                                   |                                   |                                   | Margaretha van Valois (1523-1574) | Margaretha van Valois (1523-1574) | Margaretha van Valois (1523-1574) | Margaretha van Valois (1523-1574) | Margaretha van Valois (1523-1574)      | Margaretha van Valois (1523-1574)      |                                        |                                        |                                        |                                        |                                  |                                  |                               |                               |                               |                               |  |  |  |  |  |  |  |  |  |  |  |  |  |  |  |  |  |  |  |  |  |  |  |  |  |  |  |  |  |  |  |  |  |  |  |  |  |  |  |  |  |  |  |  |  |  |  |  |
|                                  |                                  |                                  |                                  |                                  |                                  |                                  |                                  |                                  |                                  |                                         |                                         |                                         |                                         |                                         |                                         |                                    |                                    |                                    |                                    |                                  |                                  |                              |                              | Karel Emanuel I van Savoye (1562-1630) |                              |  |  |                                 |                                 |                                 |                                 |                                   |                                   |                                   |                                   |                                   |                                   |                                   |                                   |                                   |                                   |                                        |                                        |                                        |                                        |                                        |                                        |                                  |                                  |                               |                               |                               |                               |  |  |  |  |  |  |  |  |  |  |  |  |  |  |  |  |  |  |  |  |  |  |  |  |  |  |  |  |  |  |  |  |  |  |  |  |  |  |  |  |  |  |  |  |  |  |  |  |